# 정견 (1427년)
정견(鄭堅, 1427년(세종 9년)~1514년(중종 9년))은 조선시대 전기의 문신, 학자이다. 자(字)는 자유(子柔). 호(號)는 죽당(竹堂)이다. 조선전기의 사림파 학자, 문신인 정승조의 6촌 형이며, 점필재 김종직(金宗直)의 문인이다. 점필재 김종직이 자신보다 4년 연하였음에도 그의 학행과 덕망을 높이 평가하여 그의 제자가 되었다.
세조 때 중앙정계에 진출한 초기 사림파 정치인의 한사람이다.

## 생애
자신보다 4년 연하인 점필재 김종직(金宗直)의 문인이 되었다. 점필재 김종직이 자신보다 4년 연하였음에도 그의 학행과 덕망을 높이 평가하여 그의 제자가 되었다. 정승조(鄭承祖)는 그의 6촌 동생이자 동문수학한 동창이었다.
그 뒤 1462년(세조 8) 문과에 급제한 후 김종직 등의 권고와 훈척 세력의 세가 지나치게 강대해지자 이를 견제하려는 세조의 뜻에 의해 관직에 나갔다. 그 뒤 여러 벼슬을 거쳐 가선대부(嘉善大夫)로 호조참판(戶曹參判)을 역임하였으나, 1498년(연산군 4) 무오사화(戊午士禍) 때 6촌 정승조(鄭承祖)가 부고죄(不告罪)로 화를 당하고 유배되자 가족들을 이끌고 호남(湖南) 능주(綾州)로 피하여 은거생활을 하였으며 이후 관직을 단념하고 학문 연구와 후학 교육에 힘을 쏟았다. 후에 증직으로 병조판서(兵曹判書)에 추증(追贈)되었다.

## 연관 항목
- 정승조 (조선)
- 김종직
- 김굉필
- 정여창
- 권오복
- 남곤
- 김전
- 김일손
- 갑자사화
- 무오사화